# Pygospio elegans
Espèce
Synonymes
- Pygospio minutus Giard, 1894
- Spio inversa Kuhlgatz, 1898
- Spio rathbuni Webster & Benedict, 1884

Pygospio elegans est une espèce de vers polychètes. Elle est trouvée sur les côtes occidentales de l'océan Atlantique.
En baie de Somme il a été noté depuis 1981 que quand les coques (Cerastoderma edule) régressent, ce ver développe fortement ses populations (jusqu'à 200000 individus par m2). Ceci évoque une influence réciproque (encore mal comprise) entre les coques et ce ver , phénomène qui avait déjà été observé au Danemark dès 1930 par Smidt (1951).